# معركة تارانتو
معركة تارانتو (بالإنجليزية: Battle of Taranto)‏ هو هجوم شنته البحرية الملكية البريطانية على قاعدة الاسطول الإيطالي في تارانتو في ليلة 11-12 نوفمبر 1940 خلال الحرب العالمية الثانية.